# Psykonaut
 Der er for få eller ingen kildehenvisninger i denne artikel, hvilket er et problem. Du kan hjælpe ved at angive troværdige kilder til de påstande, som fremføres i artiklen.

Psykonaut er et nyord for en person som rejser ind i sit eget sind, ofte ved hjælp af trance, meditation, hypnose, sansedeprivation, brug af psykoaktive substanser (fx LSD, DMT) eller andre metoder, som fører til ændrede bevidsthedstilstande.
| Psi | Spire Denne artikel om psykologi er en spire som bør udbygges. Du er velkommen til at hjælpe Wikipedia ved at udvide den. |